# Iskolat
[[|thumb|Cờ Iskolat]]
Iskolat (tiếng Nga: Исколат, tiếng Latvia: Iskolats) là Ban Chấp hành Xô viết Công nhân, Binh lính và Người không có đất ở Latvia (Исполнительный комитет Совета рабочих, солдатских и безземельных депутатов Латвии) là cơ quan quản lý trên lãnh thổ Latvia nằm dưới sự kiểm soát của đội lính súng trường Latvia vào năm 1917–1918.

## Lịch sử
Iskolat được thành lập tại Riga vào ngày 29–30 tháng 7 năm 1917, lịch cũ (11 – 12 tháng 8 năm 1917, lịch mới), theo sáng kiến của Ủy ban Trung ương Đảng Dân chủ Xã hội Latvia, lúc đó do những người Bolshevik kiểm soát với mục đích tiến hành cuộc Cách mạng Tháng Mười trên lãnh thổ Latvia chưa bị Đức chiếm đóng. Khi quân Đức chiếm Riga, Iskolat bèn dời đến Cēsis và sau đó là Valka là nơi mà họ nắm toàn quyền đối với quận Valka, giải tán các cơ quan do Chính phủ Lâm thời Nga thành lập.
Ngày 17 tháng 12 năm 1917, Đại hội Xô viết Latvia được triệu tập tại Valmiera và bầu Oto Kārkliņš lên làm chủ tịch Iskolat để rồi bị Fricis Roziņš thay thế vào năm 1918.
Iskolat trốn sang Moskva sau khi quân Đức chiếm đóng Latvia vào tháng 2 năm 1918 và bị giải tán vào tháng 3 năm 1918.

## Sử học
Sử học Liên Xô từng coi Iskolat là chính phủ Xô viết đầu tiên của Latvia có chủ quyền trong khoảng thời gian từ tháng 12 năm 1917 đến tháng 2 năm 1918, nhưng nhà sử học Andrew Ezergailis đã chỉ ra rằng quyền tự trị hoặc độc lập cho "Cộng hòa Iskolat" chưa bao giờ là mục tiêu của những người Bolshevik Latvia dưới sự lãnh đạo từ nhà tư tưởng liên bang Pēteris Stučka (Swain 1999: 668–9).